# Municipio de Grove (condado de Cass, Iowa)
Grove Township es un municipio del condado de Cass, Iowa, Estados Unidos. Según el censo de 2020, tiene una población de 7135 habitantes.
Es una subdivisión exclusivamente geográfica, por cuanto el estado de Iowa no utiliza la herramienta de los townships como gobiernos municipales.

## Geografía
Está ubicada en las coordenadas 41°22′16″N 94°58′46″O / 41.37111, -94.97944. Según la Oficina del Censo de los Estados Unidos, tiene una superficie total de 91.70 km², de la cual 91.44 km² corresponden a tierra firme y 0.26 km² son agua.

## Demografía
Según el censo de 2020, hay 7135 personas residiendo en la zona. La densidad de población es de 78.0 hab./km². El 94.09% de los habitantes son blancos, el 0.32% son afroamericanos, el 0.14% son amerindios, el 0.31% son asiáticos, el 0.97% son isleños del Pacífico, el 0.90% son de otras razas y el 3.28% son de una mezcla de razas. Del total de la población, el 2.85% son hispanos o latinos de cualquier raza.